# Jugoslávské námořnictvo (1945–1992)
Jugoslávské námořnictvo (srbochorvatsky: Jugoslavenska Ratna Mornarica) bylo námořní složkou ozbrojených sil Socialistické federativní republiky Jugoslávie. Vzniklo v roce 1945 jako nástupce zaniklého jugoslávského královského námořnictva a samo zaniklo roku 1992 kvůli rozpadu země. Zatímco většinu jeho válečných lodí převzalo námořnictvo zbytkové Svazové republiky Jugoslávie, některá plavidla získalo chorvatské námořnictvo. Chorvatsko navíc získalo většinu dalmatského pobřeží, řadu přístavů a výrobních závodů.
Hlavním úkolem jugoslávského námořnictva byla především obrana pobřeží a důležitých přístavů. Jádro námořnictva tvořily torpédoborce, později nahrazené raketovými fregatami, dále útočné čluny a ponorky. Značnou část svých plavidel (včetně ponorek) přitom země dokázala vyvinout a postavit ve vlastnich loděnicích. V případě války by jugoslávská plavidla podporovalo tamní silné letectvo.